# Ricardo Londoño
Ricardo Londoño-Bridge, kolumbijski dirkač, * 8. avgust 1949, Medellín, Kolumbija, 18. julij 2009, Córdoba, Kolumbija.
Ricardo Londoño je bil kolumbijski avtomobilistični dirkač. Prijavljen je bil na drugo dirko sezone 1981 za Veliko nagrado Brazilije, kjer ni nastopil, ker mu FIA zaradi pomanjkanja izkušen ni podelila Superlicence. Kljub temu je zabeležen kot prvi kolumbijski dirkač Formule 1. Leta 2009 je bil ubit v strelskem napadu, v katerem sta umrla še dva človeka. 

## Popolni rezultati Formule 1
(legenda) (odebeljene dirke pomenijo najboljši štartni položaj, poševne pa najhitrejši krog, †-uvrščen kljub odstopu)
| Leto | Moštvo             | Šasija       | Motor       | 1    | 2       | 3   | 4   | 5   | 6   | 7   | 8   | 9  | 10  | 11  | 12  | 13  | 14  | 15  | Prv | Toč |
| ---- | ------------------ | ------------ | ----------- | ---- | ------- | --- | --- | --- | --- | --- | --- | -- | --- | --- | --- | --- | --- | --- | --- | --- |
| 1981 | Ensign Racing Team | Ensign N180B | Cosworth V8 | ZZDA | BRA DNP | ARG | SMR | BEL | MON | ŠPA | FRA | VB | NEM | AVT | NIZ | ITA | KAN | LVE | -   | 0   |